# Manuel Ugarte
Manuel Ugarte Ribeiro (Montevideo, 11 april 2001) is een Uruguayaans voetballer die doorgaans speelt als middenvelder. In augustus 2024 verruilde hij Paris Saint-Germain voor Manchester United. Ugarte maakte in 2021 zijn debuut in het Uruguayaans voetbalelftal.

## Clubcarrière
Ugarte speelde in de jeugd van City Park en werd in 2015 opgenomen in de opleiding van Fénix. Bij deze club werd hij op vijftienjarige leeftijd overgeheveld naar het eerste elftal. Zijn professionele debuut maakte hij op 4 december 2016, toen in de Primera División met 4–1 gewonnen werd van Danubio. Ugarte mocht zeven minuten voor tijd invallen en werd met vijftien jaar en tweehonderddrieëndertig dagen oud de jongste profvoetballer in Uruguay in de eenentwintigste eeuw. In 2017 kwam hij helemaal niet in actie en het jaar erop in één competitieduel. Vanaf 2019 speelde Ugarte een belangrijkere rol voor Fénix.
In januari 2021 nam Famalicão hem over voor circa vier miljoen euro. Hij speelde een half seizoen voor die club, voor hij overgenomen werd door competitiegenoot Sporting CP. Die club betaalde circa tienenhalf miljoen euro voor zijn diensten en hij zette zijn handtekening onder een verbintenis voor de duur van vijf seizoenen.
Na twee seizoenen in Lissabon nam Paris Saint-Germain de Uruguayaan over voor circa zestig miljoen euro. Hij tekende voor vijf jaar bij de regerend landskampioen van Frankrijk. Tijdens zijn eerste seizoen in Parijs won hij de Trophée des Champions, Ligue 1 en Coupe de France en hij kwam tot zevenendertig officiële optredens. Het zou blijven bij dit ene jaar, want in augustus 2024 nam Manchester United hem over voor circa vijftig miljoen euro. Hier kreeg hij een contract tot medio 2029, met een optie op een jaar extra.

## Clubstatistieken
| Seizoen | Club                | Competitie       | Competitie | Competitie | Beker | Beker | Internationaal | Internationaal | Totaal | Totaal |
| Seizoen | Club                | Competitie       | Wed.       | Dlp.       | Wed.  | Dlp.  | Wed.           | Dlp.           | Wed.   | Dlp.   |
| ------- | ------------------- | ---------------- | ---------- | ---------- | ----- | ----- | -------------- | -------------- | ------ | ------ |
| 2016    | Fénix               | Primera División | 1          | 0          | 0     | 0     | 0              | 0              | 1      | 0      |
| 2017    | Fénix               | Primera División | 0          | 0          | 0     | 0     | —              | —              | 0      | 0      |
| 2018    | Fénix               | Primera División | 1          | 0          | 0     | 0     | —              | —              | 1      | 0      |
| 2019    | Fénix               | Primera División | 35         | 1          | 0     | 0     | —              | —              | 35     | 1      |
| 2020    | Fénix               | Primera División | 16         | 1          | 0     | 0     | 4              | 0              | 20     | 1      |
| 2020/21 | Famalicão           | Primeira Liga    | 20         | 1          | 1     | 0     | —              | —              | 20     | 1      |
| 2021/22 | Sporting CP         | Primeira Liga    | 25         | 0          | 9     | 1     | 4              | 0              | 38     | 1      |
| 2022/23 | Sporting CP         | Primeira Liga    | 31         | 0          | 6     | 0     | 10             | 0              | 47     | 0      |
| 2023/24 | Paris Saint-Germain | Ligue 1          | 25         | 0          | 4     | 0     | 8              | 0              | 37     | 0      |
| 2024/25 | Manchester United   | Premier League   | 0          | 0          | 0     | 0     | 0              | 0              | 0      | 0      |
| Totaal  | Totaal              | Totaal           | 154        | 3          | 20    | 1     | 26             | 0              | 200    | 4      |

Bijgewerkt op 3 september 2024.

## Interlandcarrière
Ugarte maakte zijn debuut in het Uruguayaans voetbalelftal op 5 september 2021, toen met 4–2 gewonnen werd van Bolivia. Giorgian De Arrascaeta (tweemaal), Federico Valverde en Agustín Álvarez zorgden voor de Uruguayaanse goals en Marlos Moreno was tweemaal trefzeker voor Bolivia. Ugarte moest van bondscoach Oscar Tabárez op de reservebank beginnen en hij viel na zeventig minuten in voor Matías Vecino. De andere debutant dit duel was Álvarez (Peñarol).
In oktober 2022 werd Ugarte door bondscoach Diego Alonso opgenomen in de voorselectie van Uruguay voor het WK 2022. Drie weken later werd hij ook opgenomen in de definitieve selectie. Tijdens dit WK werd Uruguay uitgeschakeld in de groepsfase na een gelijkspel tegen Zuid-Korea, een nederlaag tegen Portugal en een zege op Ghana. Ugarte kwam niet in actie. Zijn toenmalige clubgenoten Hidemasa Morita (Japan), Abdul Fatawu Issahaku (Ghana) en Sebastián Coates (eveneens Uruguay) waren ook actief op het toernooi.
Ugarte werd in juni 2024 door bondscoach Marcelo Bielsa opgenomen in de selectie van Uruguay voor de Copa América 2024. Het land overleefde de groepsfase na zeges op Panama (3–1), Bolivia (5–0) en de Verenigde Staten (0–1). Hierna werd Brazilië na strafschoppen verslagen, voor Colombia in de halve finales met 0–1 te sterk was. Na een initiële 2–2 werd op strafschoppen gewonnen van Canada, waardoor Uruguay derde werd. Zijn toenmalige clubgenoten Marquinhos en Lucas Beraldo (beiden Brazilië) waren ook actief op het toernooi.
| Interlands van Manuel Ugarte voor Uruguay | Interlands van Manuel Ugarte voor Uruguay | Interlands van Manuel Ugarte voor Uruguay | Interlands van Manuel Ugarte voor Uruguay | Interlands van Manuel Ugarte voor Uruguay | Interlands van Manuel Ugarte voor Uruguay | Interlands van Manuel Ugarte voor Uruguay |
| №                                         | Datum                                     | Wedstrijd                                 | Uitslag                                   | Competitie                                | Goals                                     |                                           |
| Als speler bij Sporting CP                | Als speler bij Sporting CP                | Als speler bij Sporting CP                | Als speler bij Sporting CP                | Als speler bij Sporting CP                | Als speler bij Sporting CP                | Als speler bij Sporting CP                |
| ----------------------------------------- | ----------------------------------------- | ----------------------------------------- | ----------------------------------------- | ----------------------------------------- | ----------------------------------------- | ----------------------------------------- |
| 1                                         | 5 september 2021                          | Uruguay – Bolivia                         | 4 – 2                                     | WK 2022 kwalificatie                      |                                           |                                           |
| 2                                         | 29 maart 2022                             | Chili – Uruguay                           | 0 – 2                                     | WK 2022 kwalificatie                      |                                           |                                           |
| 3                                         | 2 juni 2022                               | Mexico – Uruguay                          | 0 – 3                                     | Vriendschappelijk                         |                                           |                                           |
| 4                                         | 5 juni 2022                               | Verenigde Staten – Uruguay                | 0 – 0                                     | Vriendschappelijk                         |                                           |                                           |
| 5                                         | 11 juni 2022                              | Uruguay – Panama                          | 5 – 0                                     | Vriendschappelijk                         |                                           |                                           |
| 6                                         | 27 september 2022                         | Canada – Uruguay                          | 0 – 2                                     | Vriendschappelijk                         |                                           |                                           |
| 7                                         | 24 maart 2023                             | Japan – Uruguay                           | 1 – 1                                     | Vriendschappelijk                         |                                           |                                           |
| 8                                         | 28 maart 2023                             | Zuid-Korea – Uruguay                      | 1 – 2                                     | Vriendschappelijk                         |                                           |                                           |
| Als speler bij Paris Saint-Germain        |                                           |                                           |                                           |                                           |                                           |                                           |
| 9                                         | 8 september 2023                          | Uruguay – Chili                           | 3 – 1                                     | WK 2026 kwalificatie                      |                                           |                                           |
| 10                                        | 12 september 2023                         | Ecuador – Uruguay                         | 2 – 1                                     | WK 2026 kwalificatie                      |                                           |                                           |
| 11                                        | 12 oktober 2023                           | Colombia – Uruguay                        | 2 – 2                                     | WK 2026 kwalificatie                      |                                           |                                           |
| 12                                        | 17 oktober 2023                           | Uruguay – Brazilië                        | 2 – 0                                     | WK 2026 kwalificatie                      |                                           |                                           |
| 13                                        | 16 november 2023                          | Argentinië – Uruguay                      | 0 – 2                                     | WK 2026 kwalificatie                      |                                           |                                           |
| 14                                        | 26 maart 2024                             | Ivoorkust – Uruguay                       | 2 – 1                                     | Vriendschappelijk                         |                                           |                                           |
| 15                                        | 5 juni 2024                               | Mexico – Uruguay                          | 0 – 4                                     | Vriendschappelijk                         |                                           |                                           |
| 16                                        | 23 juni 2024                              | Uruguay – Panama                          | 3 – 1                                     | Copa América 2024                         |                                           |                                           |
| 17                                        | 27 juni 2024                              | Uruguay – Bolivia                         | 5 – 0                                     | Copa América 2024                         |                                           |                                           |
| 18                                        | 1 juli 2024                               | Verenigde Staten – Uruguay                | 0 – 1                                     | Copa América 2024                         |                                           |                                           |
| 19                                        | 6 juli 2024                               | Uruguay – Brazilië                        | 0 – 0 (4 – 2 n.s.)                        | Copa América 2024                         |                                           |                                           |
| 20                                        | 10 juli 2024                              | Uruguay – Colombia                        | 0 – 1                                     | Copa América 2024                         |                                           |                                           |
| 21                                        | 13 juli 2024                              | Canada – Uruguay                          | 2 – 2 (3 – 4 n.s.)                        | Copa América 2024                         |                                           |                                           |

Bijgewerkt op 3 september 2024.

## Erelijst
| Competitie            |             |             |
| Competitie            | Aantal      | Jaren       |
| Sporting CP           | Sporting CP | Sporting CP |
| --------------------- | ----------- | ----------- |
| Taça da Liga          | 1           | 2021/22     |
| Paris Saint-Germain   |             |             |
| Ligue 1               | 1           | 2023/24     |
| Coupe de France       | 1           | 2023/24     |
| Trophée des Champions | 1           | 2023/24     |